# Буфер (железнодорожный)

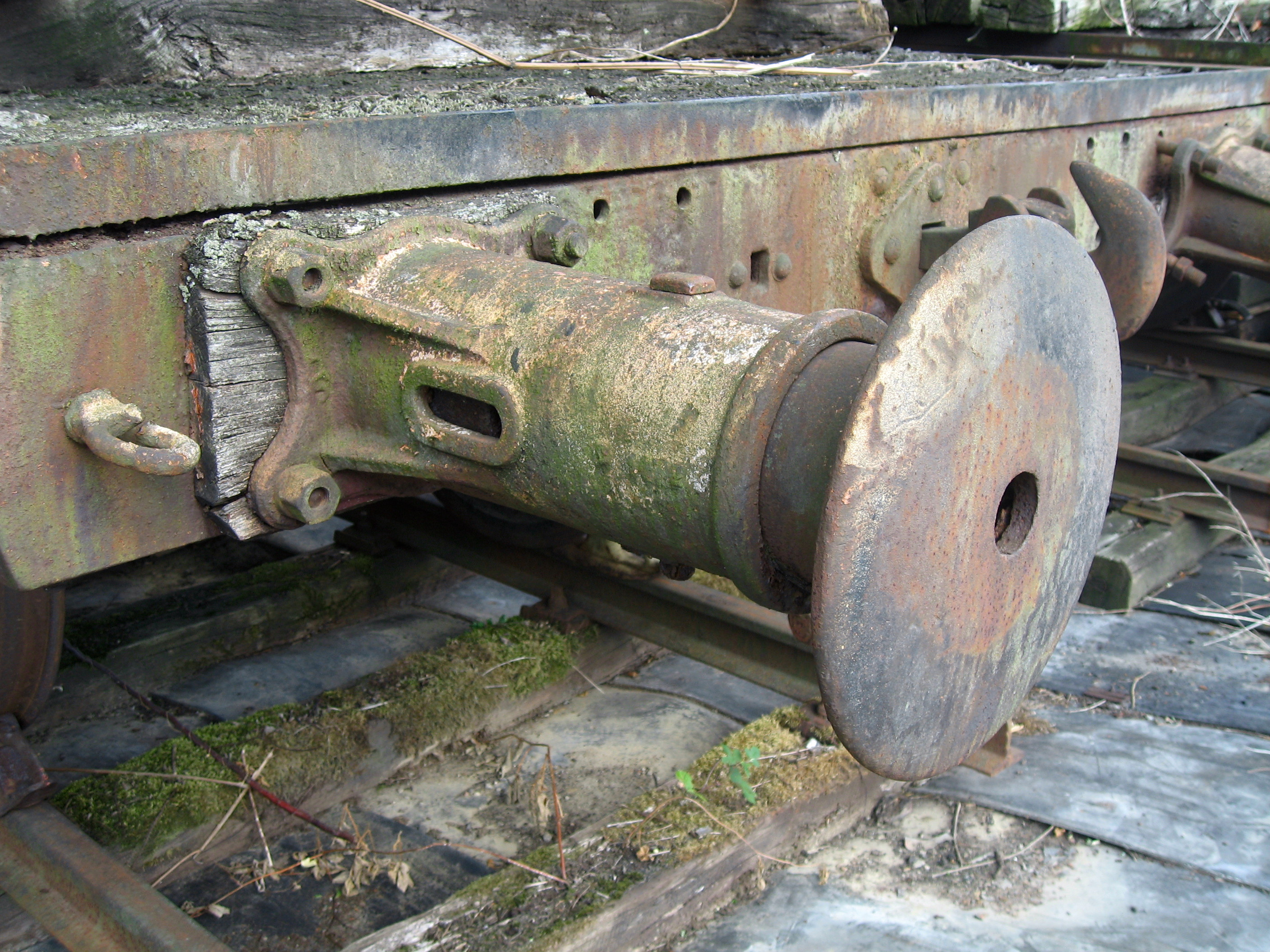
Тарельчатый буфер

Буфер (англ. buffer от англ. buff — «амортизировать», мн. ч. «буфера́») — приспособление в подвижном составе железных дорог для ослабления толчков при движении и остановках, ударное устройство, служащее для поглощения (амортизации) продольных ударных и сжимающих усилий, возникающих в составе при движении поезда и при маневровой работе.

## История
Буфер конструктивно состоит из цилиндрического корпуса, внутри которого расположены амортизатор и скользящий внутри корпуса шток с тарелкой (буферная тарелка — диск или щит металлический, железный, откованный вместе со стержнем). В вагонах с двумя буферами — всегда одна тарелка плоская, а другая выпуклая, а в вагонах с одним буфером тарелка делается выпуклой.
На подвижном составе, оборудованном винтовой упряжью, является основным ударно-тяговым прибором. На вагонах и локомотивах устанавливается на торцевом брусе, который из-за этого называется буферным (название используется и при отсутствии на подвижном составе самих буферов). Также довольно часто буфера устанавливаются на тупиковых упорах.

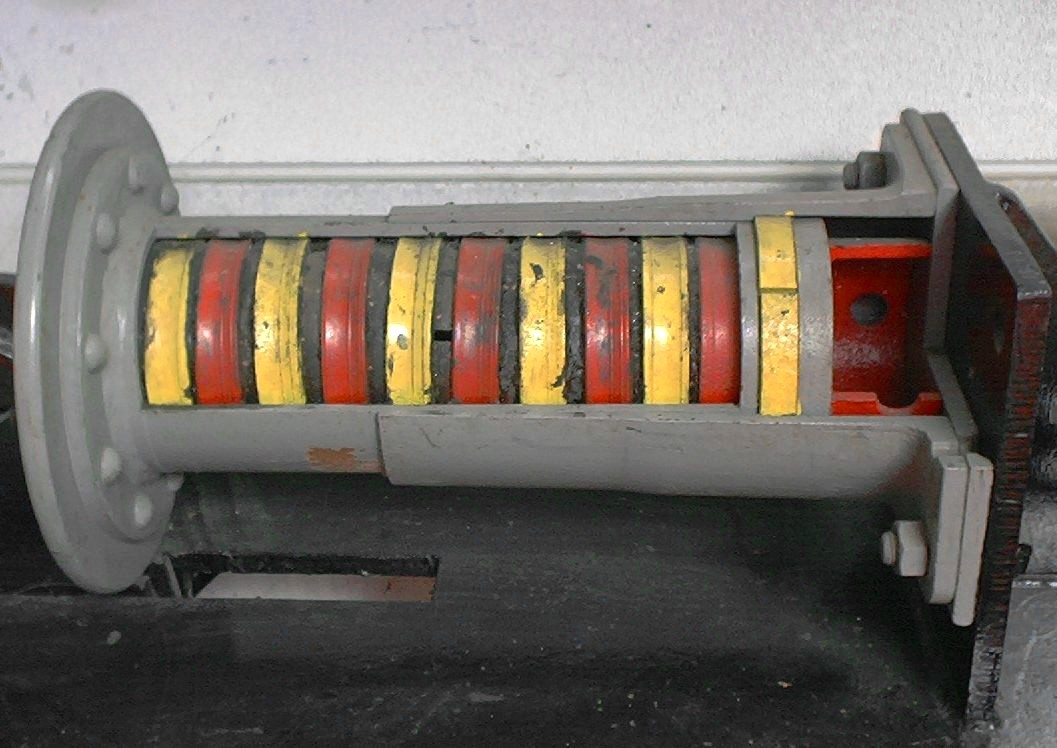
Буфер с резиновым амортизатором

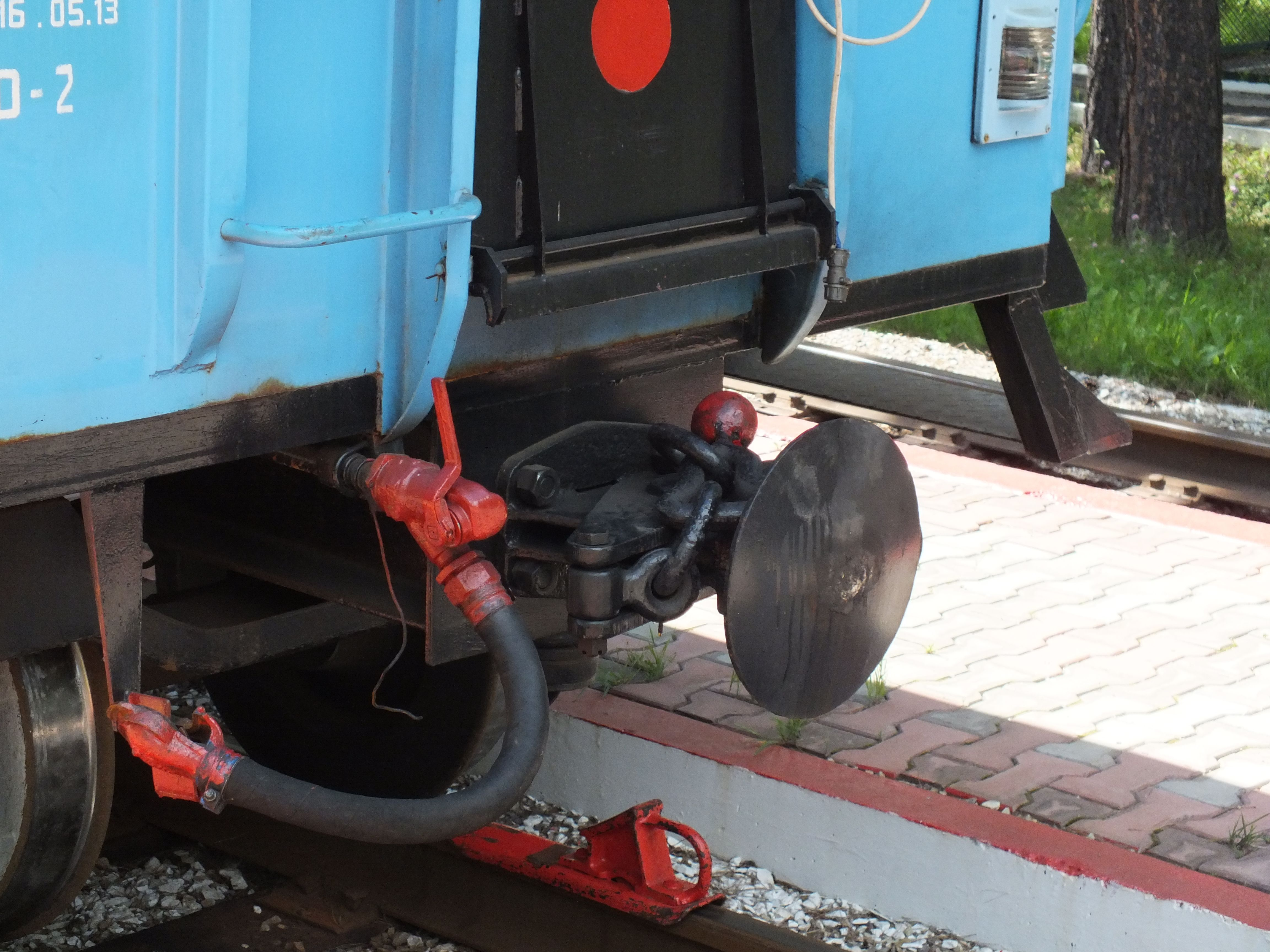
Центральный буфер и цепи с гирями — сцепное устройство на узкоколейных железных дорогах (вагон детской железной дороги)

Ранние буфера представляли собой обычные деревянные бруски, которые жёстко крепились на раме вагона. Такие неподвижные устройства довольно скоро были заменены подвижными. Наибольшее распространение получили буфера, у которых в качестве амортизаторов служила спиральная (витая) пружина. Также существуют буфера, у которых амортизатором является резиновый элемент или даже сжатый воздух (пневматический амортизатор). Помимо типа амортизаторов, буфера различают и по самой конструкции. Наибольшее распространение получили тарельчатые буфера, у которых тарелки (могут быть как круглыми, так и прямоугольными) заметно превышают размерами сам корпус буфера. Такие буфера могут крепиться как по центру, так и по краям бруса. Также получили некоторое распространение так называемые плунжерные буфера, у которых штоки двух установленных на одном брусе буферов соединены посредством центральной листовой рессоры, которая, в свою очередь, работает также по принципу рычага. Такие буфера в основном используются в сцепке паровоза с тендером.
Основной недостаток буферов — их высокая потенциальная опасность для железнодорожников-сцепщиков, особенно при применении винтовой упряжи. Раздавливание между буферами сцепляемых вагонов являлось одной из основных причин смертельного травматизма на железнодорожном транспорте. В знаменитом романе Льва Толстого «Анна Каренина» в эпизоде на вокзале есть сцена, где один из железнодорожников погибает, будучи раздавлен между буферами. При переводе подвижного состава на автосцепку, где продольные усилия и удары гасятся поглощающим аппаратом, необходимость в буферах отпадает. Так в Советском Союзе, в связи с полным переходом на автосцепку СА-3, начиная с 1957 года локомотивы и большинство вагонов стали проектировать без учёта установки буферов. Тем не менее буфера ещё применяются на пассажирском подвижном составе, так как позволяют гасить поперечные колебания вагонов относительно друг друга.

## Забуферение

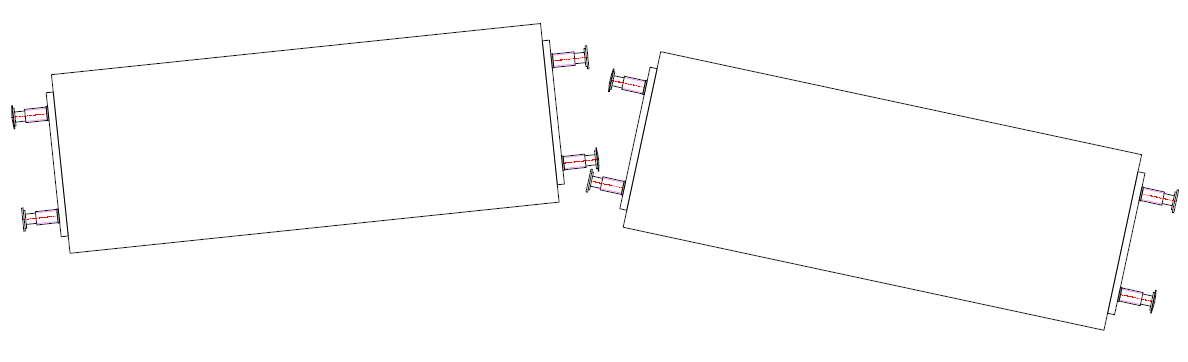
Забуферённые вагоны

Забуферение — аварийная ситуация, при которой буфера соседних вагонов зацепляются друг за друга тыльными поверхностями тарелок. Забуферение может случиться, если толкать вагоны по крутой кривой. Это опасная авария, которая может даже привести к сходу с рельсов. Именно опасностью забуферения ограничивается радиус кривых на европейских железных дорогах — примерно до 150 м. Трамваи с центральной сцепкой легко вписываются даже в 20-метровые кривые.

## Интересный факт
- Существует давняя традиция, когда локомотив, перед тем как взять с места тяжёлый состав, поначалу сдаёт немного назад. Эта традиция берёт начало от времён применения паровозов и винтовой упряжи, когда таким образом сжимаются буфера и ослабляется сцепка между вагонами. Таким образом паровоз в первый момент трогания тянет не весь состав, а лишь несколько вагонов, тем самым значительно снижая риск возникновения боксования. Такая традиция сохранилась и с переходом на автосцепку, хотя уже и не так актуальна.